# Węgorzyno
Pour le village de Poméranie, voir Węgorzyno.
Węgorzyno (en allemand : Wangerin) est une ville de la voïvodie de Poméranie occidentale, dans le nord-ouest de la Pologne. Elle est le siège de la gmina de Węgorzyno, dans le powiat de Łobez. Sa population s'élevait à 2 891 habitants en 2013. 